# الهام حمیدی
الهام حمیدی (زادهٔ ۸ آذر ۱۳۵۶) بازیگر ایرانی است. او ابتدا با بازی در مجموعهٔ تلویزیونی مسافری از هند (۱۳۸۲) شناخته‌شد و مدتی بعد با ایفای نقش در فیلم خیلی دور، خیلی نزدیک (۱۳۸۳) و مجموعهٔ یوسف پیامبر (۱۳۸۷) به شهرت رسید. حمیدی بازیگر نقش اول زن در مجموعهٔ تلویزیونی شوق پرواز (۱۳۸۸) بود که براساس نظرسنجی مخاطبان، بهترین بازیگر زن در ده سال اخیر شبکه یک سیما شد.

## زندگی
او تحصیلاتش را در رشتهٔ حسابداری در دانشگاه آزاد رودهن به پایان رسانده و از همین دانشگاه لیسانس گرفته‌است. وی یک ترم به کلاس‌های بازیگری رفته‌است و همان کلاس‌ها بود که برای بازی در «آوایی در گلستان» رامین لباسچی انتخاب شد. در سال ۱۳۸۴ برای بازی در فیلم سینمایی «خیلی دور خیلی نزدیک»، موفق به کسب تندیس زرین بهترین بازیگر نقش مکمل زن، از جشن خانهٔ سینما گردید. او همچنین  در سال ۱۳۹۱ موفق به دریافت سیمرغ بلورین بهترین بازیگر نقش اول زن از بخش بین‌الملل سی و یکمین جشنواره فیلم فجر برای بازی در فیلم گهواره ای برای مادر شده‌است.
از مجموعه‌های تلویزیونی که حمیدی در آنها به ایفای نقش پرداخته‌است؛ می‌توان از «مسافری از هند»، «زیر تیغ»، «آخرین دعوت»، «شوق پرواز» و «یوسف پیامبر» نام برد. او همچنین بازی در فیلم‌هایی نظیر «بچه‌های ابدی»، «ملک سلیمان» و «گهواره‌ای برای مادر» را در کارنامه هنری خود دارد. او در سیزدهم بهمن سال ۱۳۹۷، خبر ازدواجش را در اینستاگرام خود اعلام کرد.

## فیلم‌شناسی

### سینمایی
| سال  | عنوان                | کارگردان            | نقش                      |
| ---- | -------------------- | ------------------- | ------------------------ |
| ۱۴۰۰ | خائن کشی             | مسعود کیمیایی       |                          |
| ۱۳۹۷ | تخته گاز             | محمد آهنگرانی       |                          |
| ۱۳۹۴ | ثبت با سند برابر است | بهمن گودرزی         |                          |
| ۱۳۹۳ | دو دوست              | محمد بانکی          |                          |
| ۱۳۹۱ | گهواره‌ای برای مادر   | پناه‌برخدا رضایی     |                          |
| ۱۳۹۰ | راه بهشت             | مهدی صباغ‌زاده       | زلفا معشوقه مصعب بن عمیر |
| ۱۳۸۹ | اخلاقتو خوب کن       | مسعود اطیابی        |                          |
| ۱۳۸۹ | ما همه گناهکاریم     | حسن ناظر            |                          |
| ۱۳۸۹ | سه درجه تب           | حمیدرضا صلاحمند     |                          |
| ۱۳۸۷ | دلداده               | قدرت‌الله صلح‌میرزایی |                          |
| ۱۳۸۷ | ملک سلیمان           | شهریار بحرانی       |                          |
| ۱۳۸۶ | محیا                 | اکبر خواجویی        |                          |
| ۱۳۸۵ | بچه‌های ابدی          | پوران درخشنده       |                          |
| ۱۳۸۵ | سرگیجه               | علیرضا زرین‌دست      |                          |
| ۱۳۸۴ | شهرآشوب              | مهدی ژورک           |                          |
| ۱۳۸۳ | خیلی دور، خیلی نزدیک | رضا میرکریمی        | پزشک روستا               |
| ۱۳۸۲ | وعده دیدار           | جمال شورجه          |                          |
| ۱۳۸۲ | روزگار سپری شده      | روح‌الله حجازی       |                          |
| ۱۳۸۱ | دنیا                 | منوچهر مصیری        |                          |
| ۱۳۸۰ | تیک                  | اسماعیل فلاح‌پور     |                          |

### مجموعه‌های تلویزیونی
| سال  | عنوان مجموعه    | کارگردان                                     | توضیحات                                                              |
| ---- | --------------- | -------------------------------------------- | -------------------------------------------------------------------- |
| ۱۳۷۸ | کوی دامون       | عباس رنجبر                                   | شبکه ۱                                                               |
| ۱۳۷۹ | جوان امروز      | یوسف سید مهدوی                               | شبکه ۳                                                               |
| ۱۳۷۹ | آوایی در گلستان | رامین لباسچی                                 | شبکه ۱                                                               |
| ۱۳۷۹ | آتش و شبنم      | محمد ابراهیم سلطانی فر                       | شبکه ۱                                                               |
| ۱۳۸۰ | نفس سنگ         | احمد بخشی                                    | شبکه تهران                                                           |
| ۱۳۸۰ | پرونده‌های مجهول | جمال شورجه                                   | شبکه ۲                                                               |
| ۱۳۸۱ | پرده عشق        | جمال شورجه                                   | شبکه ۲ ۱۵ قسمت - نسخه سینمایی آن به نام وعده دیدار در سینما اکران شد |
| ۱۳۸۱ | باران عشق       | احمد امینی، فریدون حسن پور                   | شبکه تهران                                                           |
| ۱۳۸۱ | زنبق‌های وحشی    | بهرام کاظمی                                  | شبکه ۱                                                               |
| ۱۳۸۲ | معما            | محمدرضا آهنج، مسعود آب پرور، حسین قاسمی جامی |                                                                      |
| ۱۳۸۲ | مسافری از هند   | قاسم جعفری                                   | شبکه ۳                                                               |
| ۱۳۸۳ | مردان کوچک      | اکبر منصور فلاح                              | شبکه ۲                                                               |
| ۱۳۸۴ | شهریار          | کمال تبریزی                                  | شبکه ۲                                                               |
| ۱۳۸۵ | زیر تیغ         | محمدرضا هنرمند                               | شبکه ۱                                                               |
| ۱۳۸۷ | آخرین دعوت      | حسین سهیلی زاده                              | شبکه ۲                                                               |
| ۱۳۸۷ | یوسف پیامبر     | فرج‌الله سلحشور                               | شبکه ۱                                                               |
| ۱۳۸۸ | شوق پرواز       | یدالله صمدی                                  | شبکه ۱                                                               |
| ۱۳۸۹ | تبریز در مه     | محمدرضا ورزی                                 | شبکه ۱                                                               |
| ۱۳۸۹ | مختارنامه       | داوود میر باقری                              | شبکه ۱                                                               |
| ۱۳۸۹ | موج و صخره      | مجید صالحی                                   | شبکه تهران - نوروز ۱۳۹۰                                              |
| ۱۳۹۰ | سقوط آزاد       | علیرضا امینی                                 | شبکه ۱                                                               |
| ۱۳۹۱ | راز پنهان       | فلورا سام                                    | شبکه ۱ – ۲۷ قسمت - ماه رمضان                                         |
| ۱۳۹۲ | سرزمین مادری    | کمال تبریزی                                  | شبکه ۳                                                               |
| ۱۳۹۳ | همه چیز آنجاست  | شهرام شاه‌حسینی                               | شبکه ۳                                                               |
| ۱۳۹۵ | روزهای بی‌قراری  | کاظم معصومی                                  | شبکه ۳                                                               |
| ۱۳۹۶ | از یادها رفته   | بهرام بهرامیان                               | شبکه ۱                                                               |

### تله فیلم
1. لذت حقیقت (فریدون فرهودی، ۱۳۸۸)[۶]
2. ای دوست مرا به خاطر آور (حمید نعمت‌الله، ۱۳۸۷)[۷]

### شبکه نمایش خانگی
| سال  | عنوان           | نقش    | کارگردان     |
| ---- | --------------- | ------ | ------------ |
| ۱۳۹۷ | هشتک خاله سوسکه | طیاره  | محمد مسلمی   |
| ۱۴۰۱ | شب‌های مافیا     | بازیکن | سعید ابوطالب |

|چیدمانه
|شرکت‌کننده 
| سید جواد هاشمی 

## جوایز و افتخارات
- برنده سیمرغ بلورین بهترین بازیگر زن از بخش بین‌الملل سی و یکمین جشنواره فیلم فجر برای فیلم گهواره‌ای برای مادر - ۱۳۹۱[۸]
- نامزد سیمرغ بلورین بهترین بازیگر نقش اول زن از سی و یکمین جشنواره فیلم فجر برای فیلم گهواره‌ای برای مادر - ۱۳۹۱
- نامزد دریافت تندیس حافظ بهترین بازیگر زن سینما برای فیلم خیلی دور، خیلی نزدیک از نهمین جشن دنیای تصویر - ۱۳۸۵[۹]
- برنده تندیس زرین بهترین بازیگر نقش مکمل زن از نهمین جشن خانهٔ سینما برای فیلم خیلی دور، خیلی نزدیک - ۱۳۸۴[۱۰]
- نامزد سیمرغ بلورین بهترین بازیگر نقش دوم زن از بیست و سومین جشنواره فیلم فجر برای فیلم خیلی دور، خیلی نزدیک - ۱۳۸۳[۱۱]